# هيلغا ستيفنز
هيلغا ستيفنز (من مواليد 9 أغسطس 1968) هي سياسية بلجيكية من التحالف الفلمنكي الجديد ‏ (N-VA) وعضو في البرلمان الأوروبي منذ عام 2014. وهي معروفة بعملها الذي يناضل من أجل حقوق الأشخاص ذوي الإعاقة.

## البدايات
ولدت هيلغا ستيفنز صماء، ثم درست في معهد كونينكليك إنستيتوت دوفن إن سبرايكجيستورين، وهي مدرسة خاصة للطلاب الصم في هاسيلت، قبل الانتقال لاحقًا إلى مدرسة عامة في سانت ترويدن. أثناء قضاء عام في سانت لويس، ميسوري في منحة روتاري 1987، زارت جامعة جالوديت والتقت بمحامٍ أصم ألهمها لمواصلة دراستها في القانون. في بلجيكا، درست القانون في جامعة كاثولييك لوفين وأصبحت أول محامية صماء في بلجيكا. في عام 1993، عادت ستيفنز إلى الولايات المتحدة وحصلت على درجة الماجستير في كلية الحقوق في بولت هول بجامعة كاليفورنيا في بيركلي بمنحة دراسية من فولبرايت.
في عام 1996، بدأ ستيفنز العمل في الاتحاد الأوروبي للصم (EUD) وكانت نشطة في اتحاد المنظمات الصم الفلمنكية.

## الحياة السياسية
أصبحت ستيفنز ناشطة سياسية وترشحت لأول مرة في انتخابات عام 1999 لمجلس الشيوخ البلجيكي على قائمة اتحاد الشعب (المركز العاشر). ترشحت مرة أخرى لمجلس الشيوخ في عام 2003 على قائمة التحالف الفلمنكي الجديد (المركز الثالث).
تم انتخابها عضوًا في البرلمان الفلمنكي في عام 2004 وعضوًا في مجلس الشيوخ في عام 2007. أعيد انتخابها للبرلمان الفلمنكي في عام 2009 وكعضو في مجلس الشيوخ في عام 2010.
في مايو 2014، انتُخبت عضوا في البرلمان الأوروبي. في نوفمبر 2014، انتُخبت نائبة لرئيس مجموعة المحافظين والإصلاحيين الأوروبيين . بالإضافة إلى مهام لجنتها، تشغل ستيفنز منصب رئيس مجموعة الإعاقة في البرلمان الأوروبي.
في أكتوبر 2016، أعلنت مجموعة ECR عن اختيار ستيفنز لمجموعتهم لتكون الرئيس المقبل للبرلمان الأوروبي.